# Église Sainte-Colombe de Sainte-Colombe-sur-Loing
Pour les articles homonymes, voir Église Sainte-Colombe de Sainte-Colombe.
L'église de Sainte-Colombe-sur-Loing est une église située à Sainte-Colombe-sur-Loing, en France.
Elle est consacrée à sainte Colombe et le culte dépend de l'archidiocèse de Sens-Auxerre.

## Historique
L'église est située dans le département français de l'Yonne, sur la commune de Sainte-Colombe-sur-Loing. L'édifice est classé au titre des monuments historiques le 10 septembre 1913.
L’ensemble du mobilier a été protégé en 1969, 1985, 1987 et 1989.